# Leonore Annenberg
Leonore "Lee" Annenberg, nata Cohn, precedentemente Katleman e Rosensteil (New York, 20 febbraio 1918 – Rancho Mirage, 12 marzo 2009), è stata una filantropa e diplomatica statunitense, capo del protocollo dal 1981 al 1982 sotto l'amministrazione Reagan.
La Annenberg è stata sposata per oltre cinquant'anni con Walter Annenberg, ex-ambasciatore statunitense nel Regno Unito, fino alla morte dell'uomo nel 2002.

## Biografia
Nipote di una coppia di immigrati ebrei, Leonore Cohn nacque a New York nel febbraio 1918 da "Lee" Maxwell Cohn, che gestiva un'attività tassile, e Clara Cohn.  Aveva 7 anni quando sua madre morì. Lei e sua sorella Judith furono cresciute dallo zio Harry (fondatore della Columbia Pictures) a Fremont Place, un quartiere altolocato di Los Angeles. La moglie di Harry, Rose, allevò le bambine come cristiane scientiste.
Leonore e sua sorella frequentarono il Page Boarding School for Girls a Pasadena. Quindi Leonore si laureò alla Stanford University nel 1940.  Dopo la laurea, sposò Beldon Katleman, la cui famiglia possedeva proprietà immobiliari e una catena nazionale di parcheggi; avevano una figlia, Diane, ma il matrimonio finì con il divorzio dopo pochi anni. Nel 1946 sposò Lewis Rosenstiel, il multimilionario fondatore della distilleria di liquori Schenley ed ebbero una figlia di nome Elizabeth. Anche quel matrimonio finì con il divorzio.
Lei e Walter Annenberg, allora direttore del Philadelphia Inquirer, si incontrarono nel 1950 a una festa in Florida  e si sposarono l'anno successivo.
Nel 1969 Walter venne nominato ambasciatore nel Regno Unito e Leonore lo seguì a Londra. Ordinò la ristrutturazione di Winfield House, la residenza ufficiale dell'ambasciatore, spendendo circa un milione di dollari. Mentre era a Londra, Leonore fondò gli American Friends of Covent Garden,  un'organizzazione progettata per promuovere la buona volontà tra gli Stati Uniti e la Gran Bretagna attraverso l'espressione musicale.

## Capo del Protocollo con Reagan

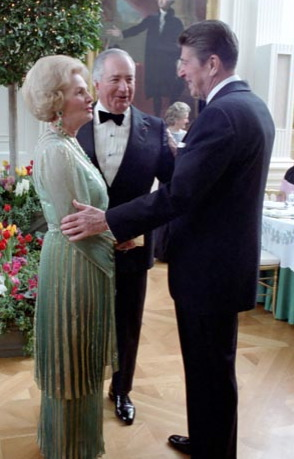
Walter e Leonore Annenberg con il Presidente Ronald Reagan, 1981

Leonore e Walter Annenberg furono grandi sostenitori della campagna presidenziale di Reagan del 1980 e in seguito alla sua vittoria, Leonore fu nominata dal presidente come capo del protocollo. Si occupò in pratica di aiutare Reagan ad accogliere i diplomatici e i capi di stato esteri in visita negli Stati Uniti.  Annenberg supervisionò uno staff di 60 persone che hanno lavorato su una miriade di dettagli, dalla scelta dei doni statali che verranno consegnati all'ospite, ai bagni che la delegazione straniera potrà visitare. Ha detto della sua posizione: "L'importante è far sentire i tuoi ospiti rispettati e benvenuti".
Annenberg suscitò alcune polemiche durante il suo mandato quando fece un inchino davanti al principe Carlo in visita al suo arrivo per una visita diplomatica, i commentatori affermarono che era sconveniente in una repubblica che ottenne la sua indipendenza dalla stessa monarchia.
Come Capo del Protocollo raggiunse il grado di ambasciatrice. Amici di Ronald e Nancy Reagan, gli Annenberg ospitavano i Reagan ogni anno nella loro tenuta Sunnylands a Rancho Mirage, in California. La Annenberg si dimise dal suo incarico nel 1982, dichiarando di voler dedicare più tempo a suo marito.

## Filantropia
Dopo aver lasciato il Dipartimento di Stato, Leonore Annenberg si è occupata prevalentemente di sostenere associazioni e iniziative benefiche, fino a ricevere nel 2001 la Andrew Carnegie Medal of Philantrophy.

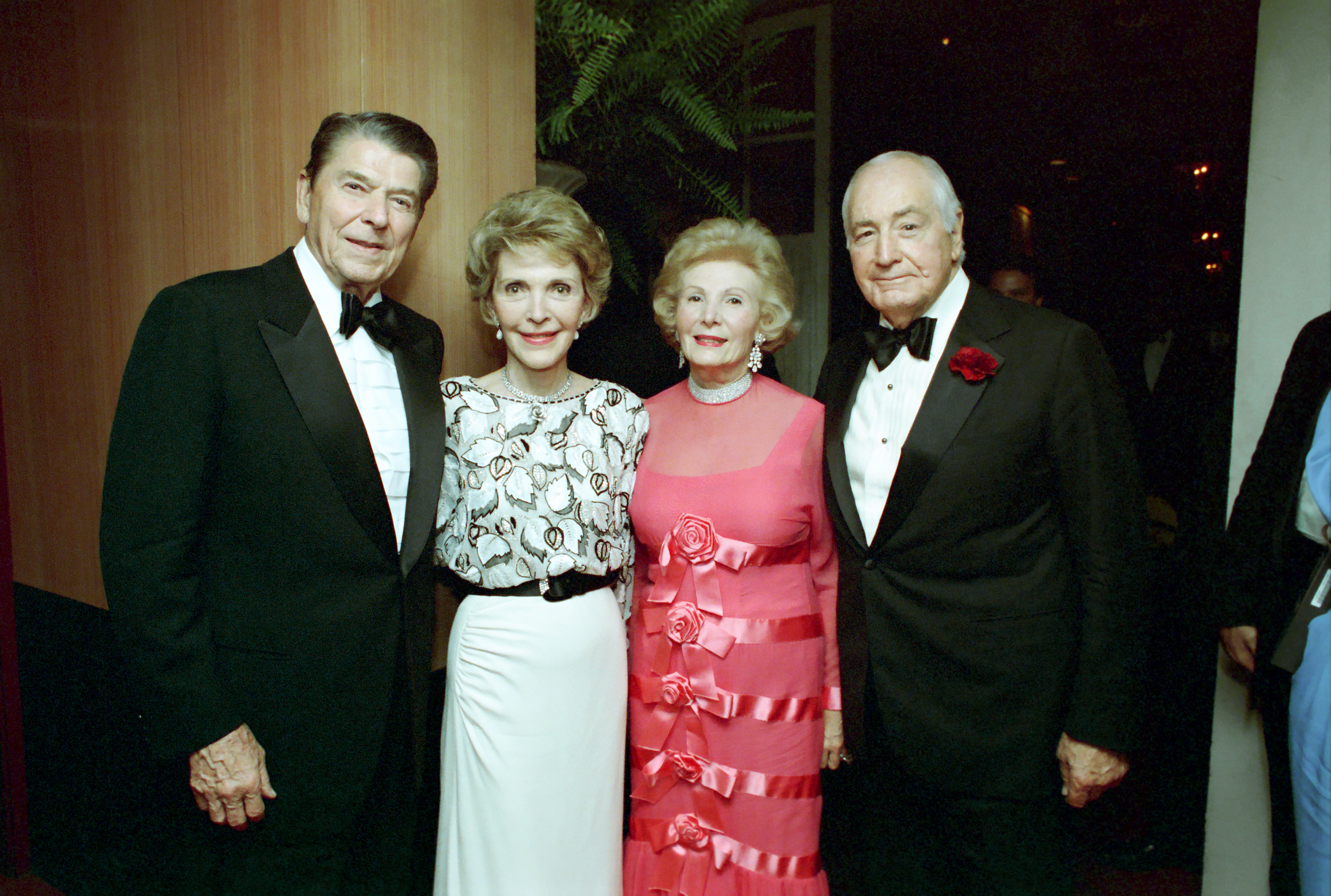
Leonore e Walter Annenberg con il presidente Ronald Reagan e Nancy Reagan, 1988

Dopo la morte del marito nel 2002, all'età di 94 anni, Leonore gli subentrò come presidente della Annenberg Foundation, un'organizzazione che si occupa di finanziare associazioni no profit. Fu impegnata in molte organizzazioni di beneficenza e in molti comitati. Fu fiduciaria emerita e membro del comitato per le acquisizioni del Metropolitan Museum of Art, membro del consiglio di amministrazione del Philadelphia Museum of Art, uno dei gestori del Metropolitan Opera, amministratrice fiduciaria onoraria ed ex presidente del consiglio del Palm Springs Art Museum e membro dell'American Philosophical Society.
Fu anche presidente emerita della Fondazione per l'arte e la conservazione nelle ambasciate e membro del Comitato per la preservazione della Casa Bianca, membro delle Distinguished Daughters of Pennsylvania e amministratrice emerita dell'Università della Pennsylvania. Fu anche eletta membro dell'American Academy of Arts and Sciences nel 2004.
Annenberg, nel 2007, era la 165ª persona più ricca degli Stati Uniti, secondo Forbes, con un patrimonio netto di 2,5 miliardi di dollari. Nel maggio di quell'anno Annenberg si recò a Washington, DC per partecipare alla cena di stato per la regina Elisabetta II, ospitata dal presidente George W. Bush. Il mese successivo, accettò il prestigioso Philadelphia Award, un onore assegnato a coloro che nella regione di Filadelfia hanno lavorato per migliorare l'area. Prima della sua morte, Annenberg diventò membro onorario del consiglio della Fondazione Richard Nixon e membro onorario della Royal Academy of Arts.

## La morte
Leonore Annenberg è morta nel marzo 2009 all'Eisenhower Medical Center per cause naturali, all'età di 91 anni. Abitava con il marito Walter nella loro tenuta di «Sunnylands» (Rancho Mirage, California), dove entrambi sono sepolti. All'annuncio della sua morte, sono state rilasciate dichiarazioni dall'ex presidente George H.W. Bush e Barbara Bush, nonché dall'ex first lady Nancy Reagan, che hanno definito Annenberg "una cara amica di lunga data" e hanno elogiato il suo lavoro filantropico come se avesse "lasciato un'impronta indelebile sull'istruzione negli Stati Uniti".